# Blow (Ed Sheeran, Chris Stapleton e Bruno Mars)
Blow è un singolo del cantautore britannico Ed Sheeran e dei cantautori statunitensi Chris Stapleton e Bruno Mars, pubblicato il 5 luglio 2019 come quinto estratto dal sesto album in studio di Sheeran No. 6 Collaborations Project.

## Descrizione
Traccia di chiusura dell'album, Blow si discosta dai precedenti singoli di Sheeran a causa delle sonorità tipicamente rock e da un tempo upbeat.

## Video musicale
Il video musicale, diretto da Bruno Mars, è stato pubblicato l'8 luglio e mostra una band al femminile, con le sembianze dei tre musicisti, eseguire il brano presso il The Viper Room di Los Angeles davanti a una folla scatenata.

## Tracce
Testi e musiche di Ed Sheeran, Bruno Mars, Chris Stapleton, Brody Brown, Frank Rogers, J.T. Cure, Bard McNamee e Gregory McKee.
1. Blow – 3:29

## Formazione
Musicisti
- Ed Sheeran – voce
- Bruno Mars – voce, chitarra, batteria, moog
- Chris Stapleton – voce
- Brody Brown – basso

Produzione
- Bruno Mars – produzione
- Manny Marroquin – missaggio
- Chris Galland – ingegneria al missaggio
- Robin Florent – assistenza tecnica al missaggio
- Scott Desmarais – assistenza tecnica al missaggio
- Charles Moniz – ingegneria del suono
- Joe Rubel – ingegneria del suono
- Jacob "The Menace" Dennis – assistenza tecnica

## Classifiche
| Classifica (2019)                | Posizione massima |
| -------------------------------- | ----------------- |
| Australia                        | 31                |
| Belgio (Fiandre)                 | 54                |
| Belgio (Vallonia)                | 78                |
| Canada                           | 39                |
| Croazia                          | 43                |
| Germania                         | 93                |
| Grecia                           | 97                |
| Lituania                         | 75                |
| Paesi Bassi                      | 96                |
| Repubblica Ceca                  | 53                |
| Slovacchia                       | 56                |
| Stati Uniti                      | 60                |
| Stati Uniti (mainstream rock)    | 40                |
| Stati Uniti (rock & alternative) | 3                 |